# Metanol
Metanol (metan + [alkoh]ol; ili metilni alkohol, drvni alkohol, metilalkohol, karbinol, hidroksimetan, metil hidrat, metil hidroksid, kolumbijski špirit, često skraćeno MeOH, CH3OH) je najjednostavniji i primarni alkohol s jednim ugljikovim atomom.

## Svojstva i osobine
Metanol je pri sobnoj temperaturi bezbojna, zapaljiva i dosta hlapljiva tekućina, neugodna mirisa, koja miriše gotovo jednako kao etanol. Vrelište mu je na 64,5 °C, a talište na -98 °C, gustoće 0.79183 g/cm3.

Miješa se u svim omjerima s vodom, etanolom, eterom i mnogim drugim organskim otapalima. Otapa mnoge anorganske soli i nitrocelulozu (celulozni trinitrat), a u manjoj mjeri i masti, ulja i smolne kiseline.

Miješajući se s vodom, nastaju vodikove veze između molekula vode i metanola.
Metanol je vrlo otrovan; posljedice su kroničnoga otrovanja (obično zbog udisanja para) ciroza jetre, smanjenje vida, pa čak i sljepoća, a kod akutnog otrovanja može nastupiti i smrt zbog paralize centra za disanje. Količina od 30 ml može uzrokovati sljepoću ili čak i smrt. Zbog svoje velike otrovnosti, za razliku od etanola, se ne koristi kao sastojak alkoholnih pića.
Zasićeni je alifatski primarni alkohol, u organizam može dospjeti kroz kožu, udisanjem i gutanjem, djeluje depresivno na središnji živčani sustav (narkotik), ako se proguta može doći do oštećenja probavnog sustava (želudac). Sistemski je otrov, kod akutne izloženosti može doći do oštećenja očnog živca te sljepila.
Metabolitskom razgradnjom metanola nastaju kiseli produkti (formaldehid i mravlja kiselina) - acidoza, od tuda mu korozivno djelovanje na želudac. Može se pratiti biološkim monitoringom.
Gori u prisustvu kisika i CO2. Zapaljen gori plavičastim plamenom.
Gorenje metanola:
2 CH3OH + 3 O2 → 2 CO2 + 4 H2O

## Dobivanje
U prirodi se nalazi esterski vezan u biljnim tvarima, npr. ligninu. Pojavljuje se pri pougljenjivanju drva i alkoholnom vrenju, pa se može dobiti suhom destilacijom drveta i sintetski.
Osim toga, može se proizvesti iz različitih jeftinih sirovina; drvo, ugljen, prirodni plin, pa čak i smeće. Nedostatak mu je manja energetska vrijednost, otrovnost i korozivno djelovanje na metale. Nepotpunim izgaranjem metanola nastaje vrlo štetan produkt (formaldehid).
1. Proces dobivanja metanola putem destilacije drveta:
Metanol se do 1923. proizvodio jedino suhom destilacijom drva.
U procesu destilacije drveta suho se bjelogorično drvo kao bukva, breza, hikori, javor ili hrast razgrađuje u peći ili retorti na temperaturi koja se postepeno povisuje od 160 °C do 450 °C. Ako je drvo suho kad se stavi u retortu, reakcija je egzotermna i toplinu treba dovoditi samo za otpočinjanje reakcije.
Produkti su plinovi, koji se spaljuju kao gorivo, tekući kondenzat i zaostatak, drvni ugljen. Tekući kondenzat odvaja se u dva sloja. Jedan je vodeni sloj, tzv. drvni ocat, a drugi je katranski sloj. Drvni ocat, kojeg se dobiva jako puno po jednom drvetu, sastoji se uglavnom od vode, ali sadrži 1-6% metilalkohola, 4-10% octene kiseline, 0,1-0,5% acetona i manje količine metilacetata, te izvjesnu količinu drugih organskih spojeva.
Starijim postupkom za odjeljivanje komponenata octena se kiselina neutralizira vapnom i dobivao se nehlapljiv kalcijev acetat, a destilacijom smjese dobivala se tekućina s 10% metilalkohola i drugih hlapljivih sastojaka. Frakcijskom destilacijom dobio se tzv. „82%-tni metilalkohol“, koji sadržava 82% organskih spojeva ili 60-65% metilalkohola, 11-14% acetona i 6-8% metilacetata. Ponovnom frakcijskom destilacijom uklanja se metilacetat i aceton u obliku smjese konstantnog vrelišta s metilalkoholom. Smjesa je poznata pod imenom „metil-aceton“ i prodaje se kao otapalo bez daljnjeg odjeljivanja.
Sljedeća frakcija sadrži 92-95% metilalkohola. U frakcijama višeg vrelišta ima alilalkohola, n-propilalkohola i metiletilketona. Čist metilalkohol dobivao se preko kompleksa s kalcijevim kloridom.
2. Sintetski proces:
Nakon usavršavanja industrijske proizvodnje, metanol se je nakon dobivanja putem suhe destilacije drveta počeo dobivati u velikim količinama iz sinteznoga (tzv. „vodenoga“) plina (supstitucija), katalitičkom hidrogenacijom ugljikova monoksida (sintezom iz CO i vodika pod visokim tlakom i temperaturom uz katalizator).
Sintetski proces polazi od ugljikova monoksida i vodika koji se spajaju iznad cinkova oksida kao katalizatora, koji sadrži i druge okside kao promotore, npr. 10% kromova oksida na temperaturama od 300-400 °C i pritiscima od 200-300 atmosfera.
CO + 2H2 (uz katalizator (ZnO, Cr2O3), tlak = 200 bar (20-80 kPa), temperatura = 300 - 400 °C) → CH3-OH
Sinteza se obično povezuje s nekim drugim operacijama kao sintezom amonijaka, acetilena ili cijanovodika. Pri tom se može upotrijebiti vodik dobiven kao nusprodukt kod drugih procesa, kao anaerobne fermentacije ugljikohidrata ili elektrolitičke proizvodnje klora, ali se najviše ugljikovog monoksida i vodika dobiva iz zemnog plina.
Prinos se može povisiti modifikacijom katalizatora, npr. dodatkom alkalija ili upotrebom alkalnih željeznih katalizatora i povišenjem temperature na 350-475 °C.
3.

Danas je to niskotlačni postupak (50 do 100 bara, 250 °C) uz katalizator na osnovi bakra, a sintezni se plin dobiva iz prirodnoga plina, ostataka preradbe nafte ili rasplinjavanjem ugljena.
Metanol se dobiva također kao jedan od produkata kontrolirane oksidacije zemnog plina sa zrakom. Nastaju i drugi alkoholi, te aldehidi, ketoni i organske kiseline.

## Upotreba
Najveće količine metanola troše se za proizvodnju formaldehida, a vrlo velike količine rabe se i za proizvodnju antifriza pomiješan s vodom jer ima nižu točku ledišta od vode.

Metanol se upotrebljava i kao sirovina za proizvodnju octene kiseline, nekih polimernih i plastičnih masa i materijala (primjerice poliakrilata), kao organsko otapalo i razrjeđivač u proizvodnji uljnih i nitroceluloznih boja, sredstvo za denaturiranje špirita, dodatak motornome gorivu, u proizvodnji gasohola i dr.
Prednosti su metanola kao goriva što gorenjem nastaje manje štetnih tvari (CO2) za okoliš, nego izgaranjem naftnih derivata. Koristi se kao pogonsko gorivo kod motora gdje je potrebna velika snaga.
Sirovina je za biotehničku proizvodnju bjelančevina jednostaničnih mikroorganizama, vitamina B12, nekih aminokiselina i organskih kiselina.